# 弗拉基米爾·米哈伊洛維奇
弗拉基米爾·米哈伊洛維奇（1990年8月10日—），黑山籃球運動員。他現在效力於德國球隊蒂宾根老虎 (Tigers Tübingen)。他也代表黑山國家男子籃球隊參賽。